# Miguel Barnet
Miguel Barnet Lanza (ur. 28 stycznia 1940 w Hawanie) – kubański poeta, pisarz i etnograf.
Pochodził z wpływowej kubańskiej rodziny pochodzenia katalońskiego, część dzieciństwa spędził w Atlancie, dzięki czemu płynnie mówi po angielsku. Studiował antropologię na Uniwersytecie w Hawanie, pod kierunkiem Fernando Ortiza Fernándeza.
Zadebiutował w 1963 roku zbiorem poezji La piedrafina y el pavorreal (Klejnot i paw). Szeroki rozgłos uzyskały jego powieści, zwłaszcza wydana w 1966 roku  Biografía de un cimarrón (Biografia niewolnika) oraz trzy lata późniejsza Canción de Rachel (Pieśń Rachel). W powieści Biografía de un cimarrón wykorzystał metodę, znaną z działalności etnograficznej, w 1963 roku przeprowadził serię wywiadów z byłym niewolnikiem Estebanem Montejo (1860-1965), a następnie zredagował materiał nadając mu formę powieści autobiograficznej. Powieść została przetłumaczona na liczne języki, na jej podstawie powstała kompozycja muzyczna El Cimarrón autorstwa Hansa Wernera Henze z librettem Hansa Magnusa Enzensbergera.
W 1994 został laureatem kubańskiej nagrody literackiej Premio Nacional de Literatura de Cuba.

## Twórczość

### Proza
- Biografia niewolnika (Biografía de un cimarrón, 1966, przekład na język polski Helena Czajka, 1972)
- Canción de Rachel (1969)
- Gallego (1983)
- La vida real (1986)
- Oficio de ángel (1989)

### Poezja
- La piedrafina y el pavorreal (1963)
- Isla de güijes (1964)
- La sagrada familia (1967)
- Orikis y otros poemas (1980)
- Carta de noche (1982)
- Viendo mi vida pasar (antologia, 1987)
- Mapa del tiempo (1989)
- Poemas chinos (1993)
- Con pies de gato (antologia, 1993)
- Actas del final (2000)
- Gioco Comune,(2005)

## Źródła
- Miguel Barnet, [w:] Encyclopædia Britannica [dostęp 2022-09-30] (ang.).
- A Conversation with Miguel Barnet Lanza, Huffington Post, 26 czerwca 2014